# Musola longipes
Genre
Espèce
Musola longipes, unique représentant du genre Musola, est une espèce d'opilions laniatores de la famille des Assamiidae.

## Distribution
Cette espèce est endémique de Bioko en Guinée équatoriale.

## Description
Le mâle syntype mesure 6,2 mm.

## Publication originale
- Roewer, 1927 : « Weitere Weberknechte I. 1. Ergänzung der: "Weberknechte der Erde", 1923. » Abhandlungen des Naturwissenschaftlichen Vereins zu Bremen, vol. 26, p. 261–402.